# Miss Mato Grosso do Sul 2002
Miss Mato Grosso do Sul 2002 foi a 21ª edição do tradicional concurso de beleza feminino de Miss Mato Grosso do Sul. Esta edição enviou a melhor candidata sul-mato-grossense para a disputa nacional de Miss Brasil 2002, válido para a disputa de Miss Universo. A competição contou com a participação de vinte e três municípios do Estado e suas respectivas aspirantes municipais. O certame foi realizado no dia 6 de Dezembro na cidade de Ponta Porã, na ocasião, a Miss Ponta Porã e ganhadora do certame no ano passado, Ana Flora Nimer, passou a faixa e a coroa para Letícia D'Ávila, de Aquidauana.

## Resultados

### Colocações
| Posição   | Cidade e Candidata                            |
| Vencedora | - Aquidauana - Letícia D'Ávila                |
| 2º. Lugar | - Amambai - Cristiane Betzkowski              |
| 3º. Lugar | - Rio Verde de Mato Grosso - Sheilla Golfetto |

## Candidatas
As candidatas ao título:
- Amambai - Cristiane Scalon Betzkowski
- Antonio João -
- Aparecida do Taboado -
- Aquidauana - Letícia D'Ávila
- Campo Grande -
- Coronel Sapucaia -
- Corumbá -
- Costa Rica -
- Dourados -
- Eldorado -
- Maracaju -
- Naviraí -
- Nioaque -
- Nova Alvorada do Sul -
- Nova Andradina -
- Ponta Porã -
- Porto Murtinho -
- Rio Verde de Mato Grosso - Sheilla Patrícia Golfetto
- Rio Brilhante -
- Ribas do Rio Pardo -
- Terenos -
- Três Lagoas -
- Vicentina -